# Canaã (kommun i Brasilien)
Canaã är en kommun i Brasilien.   Den ligger i delstaten Minas Gerais, i den sydöstra delen av landet, 800 km sydost om huvudstaden Brasília. Antalet invånare är 4 631.
Omgivningarna runt Canaã är huvudsakligen savann. Runt Canaã är det ganska glesbefolkat, med 40 invånare per kvadratkilometer.